# Lista de conflitos de fronteira
A seguir está uma lista de conflitos de fronteiras entre dois ou mais países. A lista inclui apenas os que combateram por causa de disputas de fronteira.

## Século XIX
| Início | Fim  | Conflito                  | Combatentes                  | Vítimas                       |
| 1846   | 1848 | Guerra Mexicano-Americana | Estados Unidos · Mexico      | ~29,000                       |
| 1859   | 1859 | Guerra do Porco           | Estados Unidos · Reino Unido | 1 porco (sem vítimas humanas) |

## Século XX (antes da Segunda Guerra Mundial)
| Início | Fim  | Conflito                  | Combatentes             | Vítimas  |
| 1902   | 1903 | Guerra do Acre            | Brasil · Bolívia        | 100+     |
| 1910   | 1918 | Guerra de Fronteira       | Estados Unidos · Mexico | 100+     |
| 1932   | 1935 | Guerra do Chaco           | Bolivia · Paraguai      | ~100,000 |
| 1938   | 1938 | Batalha do Lago Khasan    | União Soviética · Japão | ~1,300   |
| 1939   | 1939 | Guerra Eslováquia-Hungria | Eslováquia Hungria      | 66       |
| 1939   | 1939 | Batalha de Khalkhin Gol   | União Soviética · Japão | ~16,000  |

## 1945-2000
| Início | Fim                                     | Conflito                                  | Combatentes                     | Vítimas      |
| 1947   | 1948                                    | Guerra Indo-Paquistanesa de 1947          | Paquistão · India               | ~3,000       |
| 1950   | Presente (cessar-fogo assinado em 1953) | Guerra da Coreia                          | Coreia do Sul · Coreia do Norte | 2 419 010+   |
| 1962   | 1962                                    | Guerra sino-indiana                       | China · India                   | ~4,000       |
| 1965   | 1965                                    | Guerra Indo-Paquistanesa de 1965          | Paquistão · India               | ~6,800       |
| 1966   | 1989                                    | Guerra de fronteira sul-africana          | Angola · África do Sul          | Desconhecido |
| 1967   | 1967                                    | Incidente de Chola                        | India · PRC                     | ~5           |
| 1969   | 1969                                    | Conflito fronteiriço sino-soviético       | China · União Soviética         | Desconhecido |
| 1971   | 1971                                    | Guerra Indo-Paquistanesa de 1971          | Paquistão · India               | ~4,000+      |
| 1979   | 1990                                    | Conflitos sino-vietnamita (1979-1990)     | Vietnam · China                 | obscuro      |
| 1980   | 1988                                    | Guerra Irã-Iraque                         | Irã · Iraque                    | 1-2 milhão   |
| 1981   | 1981                                    | Guerra de Paquisha                        | Equador · Peru                  | ~10          |
| 1982   | 1982                                    | Guerra de fronteira etíope-somali de 1982 | Etiópia · Somalia               | Desconhecido |
| 1984   | 1987                                    | Conflito de Siachen                       | Paquistão · India               | ~2,400.      |
| 1985   | 1985                                    | Guerra da Faixa de Agacher                | Burkina Faso · Mali             | 179          |
| 1987   | 1987                                    | Confronto sino-indiano de 1987            | India · PRC                     | Desconhecido |
| 1987   | 1988                                    | Guerra de fronteira tailandesa-laociana   | Tailândia Laos                  | ~1,000       |
| 1989   | 1991                                    | Guerra de fronteira Mauritânia–Senegal    | Mauritania · Senegal            | Desconhecido |
| 1995   | 1995                                    | Guerra de Cenepa                          | Equador · Peru                  | ~450         |
| 1998   | 2000                                    | Guerra Eritreia-Etiópia                   | Etiópia · Eritreia              | ~70,000      |
| 1999   | 1999                                    | Guerra de Kargil                          | India · Paquistão               | ~4,500       |

## Século XXI
| Início | Fim      | Conflito                                                      | Combatentes               | Vítimas |
| 2000   | 2006     | Conflito nas Fazendas de Shebaa de 2000-2006                  | Israel · Líbano           | 70      |
| 2001   | 2001     | Conflito de fronteira Índia-Bangladesh de 2001                | India · Bangladesh        | 20      |
| 2008   | 2008     | Conflito fronteiriço entre Djibouti e Eritreia                | Djibouti · Eritreia       | 148     |
| 2008   | 2012     | Disputa de fronteira cambojana-tailandesa                     | Camboja · Tailândia       | 42      |
| 2012   | 2012     | Conflito fronteiriço entre Sudão e Sudão do Sul em 2012       | Sudão · Sudão do Sul      |         |
| 2012   | presente | Conflitos fronteiriços entre Síria e Israel (2012–presente)   | Síria · Israel            |         |
| 2013   | 2014     | Incidentes fronteiriços entre Índia e Paquistão em 2013       | Índia · Paquistão         |         |
| 2014   | presente | Intervenção militar da Rússia na Ucrânia (2014–presente)      | Rússia · Ucrânia          |         |
| 2016   | 2016     | Confrontos no Alto Carabaque em 2016                          | Armênia · Azerbaijão      |         |
| 2016   | 2016     | Batalha de Tsorona                                            | Eritreia · Etiópia        |         |
| 2018   | 2018     | Confrontos entre Armênia e Azerbaijão em 2018                 | Armênia · Azerbaijão      |         |
| 2019   | 2019     | Conflito indo-paquistanês de 2019                             | Índia · Paquistão         |         |
| 2020   | 2020     | Conflitos fronteiriços entre a Arménia e o Azerbaijão em 2020 | Armênia · Azerbaijão      |         |
| 2020   | presente | Conflitos fronteiriços entre China e Índia (2020–presente)    | China · Índia             |         |
| 2020   | 2021     | Confrontos entre Etiópia e Sudão em 2020–2021                 | Etiópia · Sudão           |         |
| 2021   | 2021     | Conflito entre Quirguistão e Tajiquistão em 2021              | Quirguistão · Tajiquistão |         |